# Karin David
Karin David (* 6. April 1949 in Wipperfürth) ist eine deutsche Schauspielerin und Synchronsprecherin.

## Leben
Ihre Ausbildung erhielt sie an der Schauspielschule der Keller in Köln und hatte dort gleich feste Arrangements, z. B. in Ein Sommernachtstraum und Die Glasmenagerie oder am Stadttheater Würzburg in den Stücken Die Hexenjagd, Galileo Galilei und Das Mädchen in der Suppe sowie in der Komödie Düsseldorf in Das Haus in Montevideo.
Seit Beginn der 1970er Jahre, als sie in der Fernsehserie Ein Herz und eine Seele mitwirkte, ist David in vielen Film- und Fernsehproduktionen zu sehen, so zum Beispiel in Wie gut, dass es Maria gibt oder in Gastauftritten wie in Der Hausgeist, der Kriminalreihe Polizeiruf 110, dem Mehrteiler Der Clan der Anna Voss oder mehrmals in der ZDF-Fernsehserie Unser Charly.
David hat sich zudem als Synchronsprecherin von vielen internationalen Stars einen Namen gemacht, u. a. als Alpha in Power Rangers, für die von Sally Struthers gespielte Babette Dell in Gilmore Girls oder in den Filmen Ich weiß noch immer, was du letzten Sommer getan hast und American Pie – Jetzt wird geheiratet.
Des Öfteren ist sie auch in Hörspielen und Lesungen wie Die Alchimistin – Der Stein der Weisen oder Perry Rhodan – Das Land unter dem Teich und als Moderatorin beim WWF Köln zu hören.

## Filmografie
- 1973: Ein Herz und eine Seele: Silberne Hochzeit (Fernsehserie)
- 1975: Stellenweise Glatteis
- 1976: Tannerhütte
- 1982: Ich hör’ so gern die Amseln singen
- 1983: Kommissariat 9 – Guter Rat ist teuer
- 1986: Ich heirate eine Familie: Angie muss sich entscheiden
- 1987: Harald & Eddi (Fernsehserie)
- 1988: Justitias kleine Fische (Fernsehserie)
- 1990: Das Haus am Watt
- 1990–1991: Wie gut, dass es Maria gibt (Fernsehserie, 8 Folgen)
- 1991: Der Hausgeist: Nacht der einsamen Herzen
- 1991: Gesucht wird Ricki Forster
- 1992: Auto Fritze (Fernsehserie)
- 1993: Wir sind auch nur ein Volk (Fernsehserie)
- 1995: Die Straßen von Berlin – Dunkelrote Rosen (Fernsehserie)
- 1995: Der Mond scheint auch für Untermieter (Fernsehserie)
- 1995: Der Clan der Anna Voss (Mehrteiler)
- 1996: Sylter Geschichten: Der Prinz von Kampen
- 1997–2006: Unser Charly (Fernsehserie, in diversen Rollen)
- 1999: Polizeiruf 110 – Sumpf
- 1999: Wolffs Revier: Ich habe Sylvie Engel getötet
- 2002: Hallo Robbie!: Geheime Fracht
- 2007: Ich liebe dich (Kurzfilm)
- 2008: In aller Freundschaft: Wer gewinnt?

## Theatrografie
- So ein Schlawiner (Komödie am Kurfürstendamm)
- Der Raub der Sabinerinnen (Stadttheater Würzburg)
- Wie wär’s denn... (Theater im Rathaus Essen)
- Das Haus in Montevideo (Komödie Düsseldorf)
- Ein Sommernachtstraum (Schauspielhaus Köln)
- Wie man sich bettet (Die Komödie Frankfurt)
- Die Rheinpromenade (Theater der Keller Köln)

## Synchronarbeiten (Auswahl)

### Filme
- 1995: Power Rangers – Der Film – Richard Steven Horvitz als Alpha 5
- 1998: Ich weiß noch immer, was du letzten Sommer getan hast – Ellerine Harding als Olga
- 1999: The Green Mile – Paula Malcomson als Marjorie Detterick
- 1999: Mystery Men – Lena Olin als Dr. Annabel Leek
- 1999: American Pie – Wie ein heißer Apfelkuchen – Deborah Rush als Mary Flaherty
- 2002: It’s All About Love – Anna Wallander als Jüngere Übersetzerin
- 2006: Material Girls – Judy Tenuta als Margo Thorness
- 2006: Heißer Verdacht 7 – Das Finale – Carolyn Pickles als Pauline
- 2008: Jumper – Barbara Garrick als Ellen
- 2008: Love Vegas – Deirdre O’Connell als Mrs. Fuller
- 2009: Wenn Liebe so einfach wäre – Mary Kay Place als Joanne
- 2014: Need for Speed – Jill Jane Clements als Frau im Fahrstuhl

### Serien
- 1993–1994: Sonic the Hedgehog – Kath Soucie als Nicole
- 1994–1997: Power Rangers – Richard Steven Horvitz als Alpha 5
- 1999–2000: Allein gegen die Zukunft – Constance Marie als Detective Toni Brigatti
- 2003–2004: Digimon Frontier – Rica Fukami als Ophanimon
- 2004–2005: Nighty Night – Rebecca Front als Cathy Cole
- 2004–2008: Gilmore Girls – Sally Struthers als Babette Dell
- 2006: Ghost Whisperer – Stimmen aus dem Jenseits – Kim Miyori als Dr. Keiko Tanaka
- 2006: Veronica Mars – Seraina Jaqueline als Inga
- 2010: Ghost Whisperer – Stimmen aus dem Jenseits – Gigi Rice als Paula Collier
- 2016–2018: The Path – Deirdre O’Connell als Gabi